# تترافنیلن
تترافنیلن (به انگلیسی: Tetraphenylene) با فرمول شیمیایی C۲۴H۱۶ یک ترکیب شیمیایی با شناسه پاب‌کم ۲۷۲۴۸۶۸ است. که جرم مولی آن ۳۰۴٫۳۹ g/mol می‌باشد.